# Winde (Tynaarlo)
Winde is een klein esdorpje in de Nederlandse provincie Drenthe.
Het esdorpje wordt omringd door Peize in het noorden, Eelde in het oosten en Bunne, Donderen en Vries (het kerspel waartoe het vroeger behoorde) in het zuiden. Aan de westkant lag vroeger het uitgestrekte Bunnerveen dat in de jaren zestig van de twintigste eeuw grootschalig is ontgonnen. Winde ligt op een hogere zandopduiking, die tot 4 meter boven de omringende madelanden van het Eelderdiep uitsteekt.
Winde is een klein streekdorpje met veel boerderijen en zonder voorzieningen. Het wordt van het naburige Bunne gescheiden door de bovenloop van het Eelderdiep. De bebouwing van het dorp sluit aan op die van Bunne, waardoor in de volksmond ook wel van Bunne-Winde wordt gesproken. De hoofdweg is een met eiken beplante klinkerweg. Aan de Peizerweg 12 richting Bunne staat een huisje dat vroeger dienstdeed als tolhuis.
Het dorpje wordt voor het eerst genoemd in 1338 als 'de Winde' (in 1487 als 'Wynde') en is na het begin van de 19e eeuw nauwelijks meer veranderd. De naam komt van het werkwoord 'wenden' en verwijst naar een bocht (wending) die de Winderloop (een zijtak van het Eelderdiep) hier maakt naar het oosten.
Tot 1998 hoorde het dorpje bij de gemeente Vries.
In september 2020 en augustus 2023 waren in Winde aardbevingen van 1,8 respectievelijk 1,6 op de schaal van Richter als gevolg van de aardgaswinning.
Dorpen: Bunne · De Groeve · De Punt · Donderen · Eelde · Eelderwolde · Midlaren · Oudemolen · Paterswolde (deels) · Taarlo · Tynaarlo · Vries · Winde · Yde · Zeegse · Zeijen · Zuidlaarderveen · Zuidlaren (Schuilingsoord · Westlaren)

Buurtschappen: Bokkenstreek · Bruilweering (deels) · Halfweg · Luchtenburg · Oosterbroek · Plankensloot · Schelfhorst · Zuideinde

Drenthe: Steden en dorpen      Nederland: Provincies · Gemeenten